# 亀井亮依
亀井 亮依（かめい りょうい、1994年10月8日 - ）は、ジャパンラグビーリーグワンNECグリーンロケッツ東葛に所属するラグビー選手。

## プロフィール
- 大阪府出身[1]。
- ポジションはフランカー(FL)。
- 身長 178 cm、体重 97 kg
- U20日本代表に選ばれたことがある[2]。
- ジュニア・ジャパンに選ばれたことがある[3]。

## 略歴
2013年、常翔啓光学園高校卒業後、帝京大学に入学する。
2016年、帝京大学ラグビー部の主将に就任し、全国大学選手権8連覇に貢献した。
2017年、帝京大学卒業後、NECグリーンロケッツ（現・NECグリーンロケッツ東葛）に加入。同年8月19日に行われたジャパンラグビートップリーグ第1節の東芝ブレイブルーパス戦にて途中出場で公式戦初出場を果たす。
2018年、NECグリーンロケッツの主将に就任。